# Berta Vias Mahou
Berta Vias Mahou es una escritora y traductora de alemán y francés nacida en Madrid (España) en 1961. Licenciada en Geografía e Historia (especialidad de Historia Antigua).
El 25 de noviembre de 2011 obtuvo el premio Dulce Chacón de Narrativa Española, en su octava edición, por su obra Venían a buscarlo a él (Acantilado). El galardón fue concedido por unanimidad del jurado, según declaró la presidenta, Rosa Regàs, quien calificó la novela de "comprometida, con una gran calidad y perfecta desde el punto de vista literario".
El 13 de noviembre de 2014 le fue concedido el XXVI Premio Torrente Ballester por su novela Yo soy El Otro, debido, según el jurado del galardón que convoca y patrocina la Diputación de La Coruña, a "su fortísimo componente literario".

## Obra publicada

### Narrativa
- Leo en la cama (Espasa, 1999)
- Ladera norte (Acantilado, 2001)
- Los pozos de la nieve (Acantilado, 2008; reedición revisada, con epílogo y fotografías, Ladera Norte 2024)
- Venían a buscarlo a él (Acantilado, 2010; traducida al inglés: They were looking for him, Hispabooks, 2016)
- Yo soy El Otro (Acantilado, 2015; traducida al francés: Je suis l'Autre, Séguier, 2017)
- La mirada de los Mahuad (Lumen, 2016)
- Una vida prestada (Lumen, 2018)
- La voz de entonces (Lumen, 2022)

### Obras colectivas
- Rusia imaginada (Nevsky Prospects, 2011)
- Lo del amor es un cuento (Ópera Prima, 1999)

### Ensayo
- prólogo a los Cuentos de E. T. A. Hoffmann (Austral, Espasa Calpe, 1998)
- La imagen de la mujer en la literatura (Anaya, 2000)
- Cocina de autor (junto con Antón Casariego; Ladera Norte, 2023)
- A la sombra de Clara Stauffer, epílogo a la reedición revisada de Los pozos de la nieve (Ladera Norte, 2024)

### Novelas juveniles
- Catorce gotas de mayo (Anaya, 1998)
- Fuera del alcance de los niños (Anaya, 1999)
- Ammor en Ammán (Anaya, 2001)

## Premios
- Los pozos de la nieve, Premio Mejor Libro del Año de la Librería Sintagma 2008. Además, fue finalista del premio de la Crítica 2009 y del Premio Dulce Chacón de Narrativa 2009.
- Venían a buscarlo a él, Premio Dulce Chacón de Narrativa 2011. El jurado, presidido por Rosa Regàs, estuvo integrado además por Luisgé Martín, Juan Ángel Juristo, Miguel Ángel Lama, Isabel María Pérez González, Luis García Jambrina y la concejala de Cultura del Ayuntamiento de Zafra, entidad convocante del premio. Las novelas finalistas fueron "Brillan monedas oxidadas", de Juan Eduardo Zúñiga; "Dublinesca", de Enrique Vila-Matas; "El sueño del celta", de Mario Vargas Llosa" y "Tiempo de vida", de Marcos Giralt Torrente. Venían a buscarlo a él fue seleccionada también como una de las cinco finalistas del premio de la Crítica 2011.
- Yo soy El Otro, XXVI Premio de Narrativa Torrente Ballester (2014). Su traducción al francés, Je suis l’Autre, Prix Transfuge d'automne 2017 (Meilleur roman hispanique).

## Traducciones del alemán
Edición y traducción de:
- Juventud sin Dios, de Ödön von Horváth (Austral, Espasa Calpe, 2000)
- Un hijo de nuestro tiempo, de Ödön von Horváth (Austral, Espasa Calpe, 2002)
- El destino del barón von Leisenbohg, de Arthur Schnitzler (Acantilado, 2003)
- Mundos, de Gertrud Kolmar (Acantilado, 2005)
- Gabinete de curiosidades, de Joseph Roth (Ladera Norte, 2024)

Traducción de:
- Las penas del joven Werther, de J. W. Goethe (Austral, Espasa Calpe, 2000)
- Castellio contra Calvino, de Stefan Zweig (Acantilado, 2001)
- Momentos estelares de la humanidad, de Stefan Zweig (Acantilado, 2002)
- El triunfo de la belleza, de Joseph Roth (Acantilado, 2003)
- El nadador, de Zsuzsa Bánk (Acantilado, 2004)
- Ardiente secreto, de Stefan Zweig (Acantilado, 2004)
- La filial del infierno en la tierra, de Joseph Roth (Acantilado, 2004)
- Morir, de Arthur Schnitzler (Acantilado, 2004)
- El espejo ciego, de Joseph Roth (Acantilado, 2005)
- Job, de Joseph Roth (Acantilado, 2007)
- Jefe de estación Fallmerayer, de Joseph Roth (Acantilado, 2008)
- Mendel el de los libros, de Stefan Zweig (Acantilado, 2008)
- Cuando Kafka vino hacia mí..., Hans-Gerd Koch (ed.); testimonios de varios autores (Acantilado, 2009)
- ¿Fue él?, de Stefan Zweig (Acantilado, 2010)
- Los milagros de la vida, de Stefan Zweig (Acantilado, 2011)
- Las hermanas, de Stefan Zweig (Acantilado, 2011)
- Abril. Historia de un amor, de Joseph Roth (Acantilado, 2015)
- Fresas, de Joseph Roth (Acantilado, 2017)
- Una boda en Lyon, de Stefan Zweig (Acantilado, 2020)

## Traducciones del francés
- Tierra de los hombres, de Antoine de Saint-Exupéry (Ladera Norte, 2023)